# モノブライト
モノブライトは、日本のロックバンド。2006年に結成され、2010年11月から2012年11月までは5人組として活動。2017年に無期限活動休止をし、2025年に活動再開。音楽プロデューサーは7枚目のシングル『孤独の太陽』まで松岡モトキが担当し、以降はセルフプロデュース。

## メンバー
※担当楽器の表記は、公式サイトの「BIOGRAPHY」に準拠。
| 名前                            | 担当     | 備考 |
| ------------------------------- | -------- | --- |
| 桃野 陽介 （ももの ようすけ）   | ボーカル | - 生年月日 : 1983年2月12日（42歳） - 北海道根室市出身、北海道別海高等学校酪農科卒業。 - 血液型はB型。 - 多数の楽曲の作詞・作曲を担当。 - 活動休止後は、弾き語りを中心に、2人組バディーミュージックユニットHocoriや、2016年に虚血性心疾患で急逝した音楽家・橋口靖正トリビュートバンドHGYMのボーカルとして活動している。     |
| 松下 省伍 （まつした しょうご） | ギター   | - 生年月日 : 1983年3月23日（42歳） - 北海道札幌市出身。 - 血液型はA型。 - バンドのトレードマークであった、メンバー全員ポロシャツ・眼鏡の立案者。 - ギターを始める前はベースを弾いていた。 |
| 出口 博之 （でぐち ひろゆき）   | ベース   | - 生年月日 : 1982年6月24日（43歳） - 北海道石狩郡出身。 - 血液型はA型。 - 中学1年生の頃にギターを始め、松下の勧誘により前バンド加入時にベースに転向した。 |
| 岩中 英明(いわなか ひであき)    | ドラム   | - 生年月日 : 1983年3月26日（42歳） - 北海道当別町出身。 - モノブライトメンバーが通っていた専門学校時代に松下、出口とgrass cat jeans結成。 - その後Jake stone garage、BARBARS、WHITE LIE、MARSBERG SUBWAY SYSTEMなど多数のバンドで活動。 - 2024年にモノブライト期間限定復活ライブのサポートを経て、2025年7月4日に正式加入。 |

| 名前                        | 担当                       | 備考 |
| --------------------------- | -------------------------- | --- |
| 日高 央 （ひだか とおる）   | ボーカル ギター キーボード | - 生年月日 : 1968年6月5日（57歳） - 千葉県船橋市高根台出身、明海大学卒業。 - 血液型はB型。 - 2010年11月15日に正式加入（バンドでは「結婚」と表現）。 - 元BEAT CRUSADERSのボーカル・ギター。 - 2012年10月12日、年内のツアーをもって脱退（「離婚」）することを発表し、同年11月28日、29日の新代田FEVER公演をもって脱退。 |
| 瀧谷 翼 （たきたに つばさ） | ドラムス                   | - 生年月日 : 1982年12月1日（42歳） - 北海道岩見沢市出身。 - 血液型はA型。 - 2015年4月28日、同年6月のツアーをもってバンドからの脱退を発表。 |

## 来歴
2006年に北海道で結成され、2007年1月に札幌から上京して東京に拠点を移し、同年3月にインディーズレーベルHIGH WAVEより、ミニ・アルバム『monobright zero』を発売。そして、同年7月にデフスターレコーズよりシングル『未完成ライオット』でメジャーデビューした。
2009年1月14日、アニメ『銀魂』オープニングテーマとして起用された5thシングル『アナタMAGIC』をリリース。バンドにとって初のアニメタイアップとなる。
本シングルは、バンド初のオリコン週間TOP10にランクインを果たすスマッシュヒットとなった。
2009年2月6日、2ndアルバム『monobright two』発売を機にポロシャツ・メガネ・ジーンズを脱皮（卒業）し、第2章へ突入することを発表した。同年10月17日に放送が開始された日本テレビ系ドラマ『サムライ・ハイスクール』の主題歌として「孤独の太陽」が使用され、彼らにとって初のドラマタイアップとなる。
翌年2月12日に「monobright DO10（怒濤）!! 攻約宣言」と銘打ち、2010年から2011年春までの活動内容を一挙に宣言。同年11月1日、5人目のメンバーとなる新メンバー加入（結婚）と、バンドの表記を小文字の「monobright」から大文字の「MONOBRIGHT」に変え、活動することを発表。2週間後、新メンバーが元BEAT CRUSADERSのヒダカトオルであると発表される。
ヒダカ加入後はアルバム2枚、シングル2枚、ミニ・アルバム1枚を発売（「子づくり」と表現）。5thアルバム『新造ライヴレーションズ』では、ライブ録音によるオリジナル・アルバム制作を行った。
2012年10月12日、年内ツアーをもってヒダカの脱退（離婚）を発表。
オリジナルメンバーへと戻ってから初のライブとなった2012年12月28日、COUNTDOWN JAPAN1213より、再び新ユニフォームとなり、胸元にロゴマークの入った白ポロシャツと、黒縁メガネ、黒スキニーを身に纏い活動している。
2015年4月28日、瀧谷が同年6月のツアーをもってバンドからの脱退を発表。同年10月15日、3人体制として初のワンマンライブ「モノブライト LIVE 2016 bright eyes」を2016年1月に東阪で開催することを発表。また新体制での始動に伴い、バンド名がカタカナ表記に統一された。
2016年4月20日、新体制となって初となるフル・アルバム『Bright Ground Music』を発売。同年10月12日にはセルフカバー・アルバム『VerSus』を発売。
2017年10月1日、同年11月28日より行われる全国ツアー『monobright × MONOBRIGHT × モノブライト 2007-2017』の最終公演をもってバンド活動を休止することを発表。
2021年1月8日、映画「銀魂THE FINAL」を記念し、アニメ「銀魂」主題歌『アナタMAGIC』『ムーンウォーク』がサブスク解禁。後に同年3月、全曲がサブスク解禁した。
2024年7月4日、同年12月28日に東京・新代田FEVERにてワンマンライブ「シン・ブライト変隊☆ワンママン」を開催し、1日限りの復活をすることが発表された。
2025年7月4日、約8年の時を経て北海道時代からの盟友であるドラム・岩中英明が加入をし新体制として完全復活。9月から3ヶ月連続リリース＆来年2月に東阪クアトロライブ開催の発表がされた。またインディーズ時代の2007年3月21日にリリースされたミニアルバム『monobright zero』のサブスク配信が解禁。あわせて、公式インスタグラム、TikTokが開設した。

## ディスコグラフィ

### メジャー

#### シングル
| 枚   | 発売日         | タイトル                   | 規格品番                                       | 備考                                                                                                | 順位 |
| ---- | -------------- | -------------------------- | ---------------------------------------------- | --------------------------------------------------------------------------------------------------- | ---- |
| 1st  | 2007年7月4日   | 未完成ライオット           | DFCL-1414                                      | | 55位 |
| 2nd  | 2007年9月5日   | 頭の中のSOS                | DFCL-1415                                      | | 83位 |
| 3rd  | 2008年1月30日  | WARP                       | DFCL-1417                                      | | 48位 |
| 4th  | 2008年10月22日 | 涙色フラストレーション     | 初回生産限定盤：DFCL-1419/20 通常盤：DFCL-1421 | 初回生産限定盤：CD+DVD                                                                              | 55位 |
| 5th  | 2009年1月14日  | アナタMAGIC                | DFCL-1422                                      | 初回仕様限定：『銀魂』描きおろしMAGICALアナザー・ジャケット 『銀魂』MAGICALキャラクター・ステッカー | 9位  |
| 6th  | 2009年10月7日  | JOYJOYエクスペリエンス     | 初回生産限定盤：DFCL-1594 通常盤：DFCL-1595    | 初回生産限定盤：ライブ音源3曲収録 & JOYJOYステッカード封入                                          | 37位 |
| 7th  | 2009年11月11日 | 孤独の太陽                 | DFCL-1596                                      | 初回仕様限定盤：monobright×三浦春馬「サムライ・ハイスクール」 斬り捨て五面!ステッカー封入           | 30位 |
| 8th  | 2010年4月21日  | 英雄ノヴァ                 | 初回生産限定盤：DFCL-1627 通常盤：DFCL-1628    | 初回生産限定盤：ボーナストラック収録                                                                | 54位 |
| 9th  | 2010年9月8日   | 雨にうたえば               | 初回生産限定盤：DFCL-1675 通常盤：DFCL-1676    | 初回生産限定盤：ボーナストラック収録                                                                | 59位 |
| 10th | 2010年10月10日 | 宇宙のロック               | DFCL-1688                                      | イベント会場 & Sony Music Shop限定シングル （Sony Music Shopでは2010年10月12日販売）                |      |
| 11th | 2011年3月2日   | COME TOGETHER/DANCING BABE | DFCL-1758                                      | | 54位 |
| 12th | 2012年11月7日  | ムーンウォーク             | 初回生産限定盤：DFCL-1948 通常盤：DFCL-1950    | 初回生産限定盤：CD+DVD                                                                              | 22位 |

#### オリジナル・アルバム
| 枚  | 発売日         | タイトル               | 規格品番                                         | 備考                                                                                        | 順位  |
| --- | -------------- | ---------------------- | ------------------------------------------------ | ------------------------------------------------------------------------------------------- | ----- |
| 1st | 2007年10月24日 | monobright one         | DFCL-1416                                        |                                                                                             | 50位  |
| 2nd | 2009年4月15日  | monobright two         | 初回生産限定盤：DFCL-1423/4 通常盤：DFCL-1425    | 初回生産限定盤：ボーナスディスク付2枚組（ライブ音源7曲収録）                                | 15位  |
| 3rd | 2010年10月13日 | ADVENTURE              | 初回生産限定盤：DFCL-1677/8 通常盤：DFCL-1679    | 初回限定3大特典!!! ①ボーナストラック1曲収録 ②特典DVD付 ③A式紙ジャケット・ゲートホールド仕様 | 36位  |
| 4th | 2011年5月11日  | ACME                   | 初回生産限定盤：DFCL-1772 通常盤：DFCL-1773      | 初回生産限定盤：ボーナストラック1曲収録                                                     | 17位  |
| 5th | 2012年10月10日 | 新造ライヴレーションズ | 初回生産限定盤：DFCL-1933-1934 通常盤：DFCL-1935 | 初回生産限定盤：ボーナストラック3曲収録、特典DVD付                                          | 60位  |
| 6th | 2013年11月13日 | MONOBRIGHT three       | ASCU-6100                                        |                                                                                             | 78位  |
| 7th | 2016年4月20日  | Bright Ground Music    | ASCU-2016                                        |                                                                                             | 109位 |

#### ミニ・アルバム
| 枚  | 発売日         | タイトル           | 規格品番  | 備考                             | 順位  |
| --- | -------------- | ------------------ | --------- | -------------------------------- | ----- |
| 1st | 2008年5月21日  | あの透明感と少年   | DFCL-1418 |                                  | 40位  |
| 2nd | 2011年1月12日  | 淫ビテーションe.p. | DFCL-1727 | このアルバムからヒダカトオル加入 | 39位  |
| 3rd | 2016年10月12日 | VerSus             | ASCU-2007 | セルフカバー・アルバム           | 153位 |

#### ベスト・アルバム
| 枚  | 発売日        | タイトル                                       | 規格品番                                    | 備考 | 順位 |
| --- | ------------- | ---------------------------------------------- | ------------------------------------------- | ---- | ---- |
| 1st | 2013年1月30日 | MONOBRIGHT BEST ALBUM 〜Remain in MONOBRIGHT〜 | 初回生産限定盤：DFCL-1976D 通常盤：FCL-1978 |      | 96位 |

#### DVD
| 枚  | 発売日        | タイトル                                      | 規格品番                                      | 備考                                         |
| --- | ------------- | --------------------------------------------- | --------------------------------------------- | -------------------------------------------- |
| 1st | 2009年6月10日 | monobright CLIPS:R-ock指定                    | 初回生産限定盤：DFBL-7130/1 通常盤：DFBL-7132 | 初回生産限定盤：オリジナル・マフラータオル付 |
| 2nd | 2013年3月27日 | MONOBRIGHT BEST CLIPS「Remain in MONOBRIGHT」 | DFBL-7158                                     |                                              |

#### バンドスコア
- monobright one （2008年12月6日）

#### コンピレーション・アルバム
1. デトロイト・メタル・シティ トリビュートアルバム〜生贄メタルMIX〜（2008年3月28日発売）

6曲目 WARP（Walking Metal Mix for DMC）で参加。

### 参加作品
| 発売日        | タイトル        | 規格品番                                        | 順位 | アーティスト名               |
| ------------- | --------------- | ----------------------------------------------- | ---- | ---------------------------- |
| 2011年5月25日 | Let's try again | ASCM-6092（アミューズソフトエンタテインメント） | 2位  | 「チーム・アミューズ!!」名義 |

## タイアップ一覧
| 使用年       | 曲名                   | タイアップ                                                                         |
| ------------ | ---------------------- | ---------------------------------------------------------------------------------- |
| monobright   |                        |                                                                                    |
| 2007年       | 頭の中のSOS            | テレビ東京系『PVTV』9月度オープニングテーマ                                        |
| 2008年       | WARP                   | 日本テレビ系『音楽戦士 MUSIC FIGHTER』2008年度1月度エンディングテーマ              |
| 2008年       | 週末アンセム           | テレビ朝日系『さまぁ〜ず×さまぁ〜ず』エンディングテーマ（2008年1月17日 - 2月28日） |
| 2008年       | あの透明感と少年       | クロックワークス配給映画『アフタースクール』主題歌                                 |
| 2008年       | あの透明感と少年       | TBS系『COUNT DOWN TV』5月度オープニングテーマ                                      |
| 2008年       | 夏メロマンティック     | テレビ朝日系『さまぁ〜ず×さまぁ〜ず』エンディングテーマ（2008年5月8日 - 6月5日）   |
| 2008年       | 涙色フラストレーション | テレビ神奈川『saku saku』10月度エンディングテーマ                                  |
| 2008年       | アナタMAGIC            | テレビ東京系アニメ『銀魂』第6期オープニングテーマ（第126話 - 第150話）             |
| 2009年       | アナタMAGIC            | WOWOW『全仏オープンテニス』イメージソング                                          |
| 2009年       | 踊る脳                 | テレビ神奈川『saku saku』4月第3-5週エンディングテーマ                              |
| 2009年       | 孤独の太陽             | 日本テレビ系 土曜ドラマ『サムライ・ハイスクール』主題歌                            |
| 2010年       | 雨にうたえば           | 中京テレビ・日本テレビ系『フットンダ』9月度エンディングテーマ                      |
| MONOBRIGHT   |                        |                                                                                    |
| 2011年       | COME TOGETHER          | スカパーJSAT「2011スカパー!Jリーグ中継」イメージソング                             |
| 2011年       | DANCING BABE           | ビターズ・エンド/ショウゲート配給映画『婚前特急』主題歌                            |
| 2011年       | DANCING BABE           | 江崎グリコ「ポッキー」スペースシャワーTVバージョン CMソング                        |
| 2012年       | 旅立ちと少年3          | 「学校法人 北海道安達学園」CMソング                                                |
| 2012年       | ハートビート           | NHK-FM『ミュージックライン』10月・11月度オープニングテーマ                         |
| 2012年       | ムーンウォーク         | テレビ東京系アニメ『銀魂’』エンディングテーマ（第253話 - 第256話）                 |
| 2013年       | 空中YOU WAY            | テレビ神奈川『saku saku』10月度エンディングテーマ                                  |
| モノブライト |                        |                                                                                    |
| 2016年       | bonobonoする           | フジテレビ系アニメ『ぼのぼの』主題歌（2016年度〜2020年度）                         |

## ヘビーローテーション/パワープレイ

### テレビ
| 放送年     | 曲名             | ヘビーローテーション/パワープレイ         |
| ---------- | ---------------- | ----------------------------------------- |
| monobright |                  |                                           |
| 2007年     | 未完成ライオット | スペースシャワーTV 2007年7月度POWER PUSH! |

## 出演

### テレビ番組
- SPACE SHOWER MUSIC UPDATE フツーの木曜日-（スペースシャワーTV、2008年1月 - 3月）
コーナー「桃くり3ヶ月」を担当 （Vo桃野のみ）
- 爆音アトモス（スペースシャワーTV、2007年10月 - 2008年03月）
コーナー「monobrightのブら汁」を担当
9mm Parabellum Bullet担当「貧血！セクター男子寮」と隔週で交代。番組終了
- D＋TV（NHK札幌、2012年4月 - 2013年12月 ※Vo桃野のみ）
- saku saku（テレビ神奈川、2013年5月29日 - 2014年3月19日） - 月イチレギュラー

### ラジオ番組
- MUSIC FREAKS-（FM802、2008年10月 - 2009年9月）
Vo桃野のみ。山森大輔（ROCK'A'TRENCH）と隔週で交代
- モ☆ノースウェーブライト（FM NORTH WAVE、2007年10月3日 - 2008年3月26日、2009年4月12日）

### Web番組
- ウルトラマン・ザ・プライム（Ba出口のみ、Amazon プライム・ビデオ独占配信：2017年4月5日 - ）

### 映画
- 茅ヶ崎物語 〜MY LITTLE HOMETOWN〜（2017年） - カリスマバンド

### 連載
- 桃野陽介の桃野牧場 -ROCKIN'ON JAPAN誌上にて（Vo桃野のみ）
- monobrightのモノ書き -SPACE SHOWER MOBILEにて（Gt松下とDr瀧谷による週代わり 毎週水曜日更新）
- 出口の入り口〜ストレンヂ世界〜 -爆音アトモスWEB特別企画(Ba出口のみ 毎週水曜日更新)連載終了
- monobrightのモノは相談 -TSUTAYAフリーペーパー「VA」内 全6回連載終了

## ライブ
- monobright LIVE TOUR 2008「ブライト変隊☆ワンママン」（2008.01.24 - 2008.02.09）
- monobright LIVE TOUR 2008「あの東名阪と札幌！」（2008.06.07 - 2008.06.20）
- monobright ONE MAN LIVE 2008「なるほど！ザ・ブライト 秋の祭典スペシャル」(2008.11.09)
- monobright LIVE TOUR 2009「ブライトンロック2009のTOUR〜素敵なあなたに歌われ対バン〜」(2009.02.15 - 2009.03.29)
- monobright LIVE TOUR 「ブライトンロック2009〜NIPPON TWO-LLING〜プレミアム“白ポロ”EDITION」 (2009.05.12-2009.05.15)
(アルバム購入者無料招待制ライブ)
- monobright LIVE TOUR「ブライトンロック2009〜NIPPON TWO-LLING〜」(2009.05.19 - 2009.06.13)
- monobright LIVE TOUR 「ブライトンロック2009〜NIPPON TWO-LLING〜EXTRA EDITION」(2009.06.19-2009.07.05)
- monobright ONE MAN LIVE 2009「BRIGHTEST HOPE」(2009.10.12-2009.10.18)
- monobright TWO-MAN LIVE TOUR「ROCK THE SASUGA」(2010.04.09-2010.04.18)
- monobright LIVE TOUR 「真夏不思議アドヴェンチャーへ！」 (2010.07.19-2010.08.31)
- monobright LIVE TOUR 2010 「真夏不思議アドヴェンチャーZ！」 (2010.10.13-2010.10.17)
- MONOBRIGHT LIVE TOUR 2011 「淫ビテーション・ツアー」 (2011.1.13-2011.2.05)
- MONOBRIGHT LIVE TOUR「ACMEを憐れむ歌2011」 (2011.06.05-2011.07.08)
- MONOBRIGHT ONE MAN TOUR 2012 デビュー5周年記念 「LIVE-RALLY」 (2012.7.4-2012.7.25)
- MONOBRIGHT LIVE TOUR 2012 「新造ライヴレーションズ・ツアー」 (2011.11.08-2011.11.29)
- MONOBRIGHT LIVE TOUR 2013 「Remain in MONOBRIGHT〜白ポロより愛をこめて〜」 (2013.3.3-2013.4.5)
- MONOBRIGHT SPLIT LIVE 2013 「下北沢ウィークエンダーズ」 (2013.7.6-2013.8.31)
- MONOBRIGHT 3DAYS LIVE 「ブライト秋のPangeaまつり」 (2013.10.28-2013.10.30)
- MONOBRIGHT SPLIT LIVE TOUR 2013「モノとジョニー〜仲良くケンカしな〜」 (2013.11.13-2013.11.19)
- MONOBRIGHT ONE MAN LIVE 2014 「BRIGHTEST ZEPP〜飾りじゃないのよ眼鏡は〜」 (2014.3.2)
- MONOBRIGHT ONE MAN LIVE TOUR 2014「雨季ウキウォッチング・ツアー」 (2014.6.10-2014.7.2)
- MONOBRIGHT TOUR 2015「旅立ちと瀧谷」 (2015.6.8-2015.6.16)
- 「モノブライト LIVE 2016 bright eyes」 (2016.1.11、2016.1.17)
- 「Bright Ground Music ～B.G.M～ Tour」 (2016.6.9-2016.6.17)
- 「モノブライト「Bright VerSus Tour」」 (2016.10.20-2016.11.3)
w/絶景クジラ / D.W.ニコルズ / ドラマチックアラスカ / 鶴
- 「カフェライブ「コマンタレブー?～そちらは、桜は咲きましたか～」」 (2017.4.16)
- 「モノブライト「Duosonic Tour2017〜あなただけに聞こえる××〜」 (2017.9.21〜2017.10.01)
- 「モノブライト Tour2017「monobright×MONOBRIGHT×モノブライト 2007-2017」 (2017.11.28〜2017.12.20)
- 「シン・ブライト変隊☆ワンママン」（2024.12.28)
- 「シン・ブライト変隊☆ワンママン　追加公演」（2025.1.26〜2025.2.1)
- 「モノブライト ONE-MAN LIVE 2025 モノブライトリベンジ 〜PASS STICKER編〜」(2025.7.4)